# Anobiinae
Anobiinae — подсемейство жесткокрылых насекомых семейства точильщиков.

## Описание
На надкрыльях имеются правильные бороздки, обычно явственные и на диске; значительно реже они развиты только на боках, в этом случае, переднегрудь с углублениями для бёдер.